# 마이크로소프트 넷미팅
마이크로소프트 넷미팅(Microsoft NetMeeting)은 수많은 버전의 마이크로소프트 윈도우(윈도우 95 OSR2부터 윈도우 XP에 이르기까지)에 포함되어 있는 VoIP 및 다분기점의 화상 회의 클라이언트 프로그램이었다. 영상 및 소리 회의를 위한 H.323 프로토콜을 사용하며 에키가(Ekiga)와 같은 OpenH323 기반 클라이언트와 공동으로 이용할 수 있다.
화이트 보드, 응용 프로그램 공유, 데스크톱 공유, 원격 데스크톱 공유 (RDS), 파일 전송을 위하여 약간 수정된 버전의 ITU T.120 프로토콜을 사용하기도 한다. 넷미팅 2.1 이상의 2차 화이트보드는 H.324 프로토콜을 이용한다.

## 중단
윈도우 비스타를 기준으로 넷미팅은 더 이상 마이크로소프트 윈도우에 포함되어 있지 않으며 마이크로소프트는 넷미팅 대신 더 새로운 응용 프로그램, 이를테면 윈도 미팅 스페이스, 원격 데스크톱 연결, 원격 지원, 윈도우 라이브 메신저, 윈도 오피스 라이브 미팅을 사용할 것을 권고하였다.

## 같이 보기
- Ekiga